# Thomisops bullatus
Thomisops bullatus là một loài nhện trong họ Thomisidae.
Loài này thuộc chi Thomisops. Thomisops bullatus được Eugène Simon miêu tả năm 1895.